# Villa Fiad
Villa Fiad o Ingenio Leales es una localidad argentina ubicada en el departamento Leales de la provincia de Tucumán. Se encuentra en el cruce de las rutas provinciales 306 y 322. La actividad gira en torno al ingenio Leales y la caña de azúcar.

## Población
Cuenta con 2791 habitantes (Indec, 2010), lo que representa un incremento del 2% frente a los 2740 habitantes (Indec, 2001) del censo anterior.
| Gráfica de evolución demográfica de Villa Fiad entre 1970 y 2010 |
|                                                                  |
| Fuentes: INDEC                                                   |

## Parroquias de la Iglesia católica en Villa Fiad
| Diócesis  | Santísima Concepción        |
| --------- | --------------------------- |
| Parroquia | Nuestra Señora de Guadalupe |